# Exetastes adpressorius
Exetastes adpressorius är en stekelart som först beskrevs av Carl Peter Thunberg 1822.  Exetastes adpressorius ingår i släktet Exetastes och familjen brokparasitsteklar. Arten är reproducerande i Sverige.

## Underarter
Arten delas in i följande underarter:
- E. a. ussuriensis
- E. a. karafutonis
- E. a. corsicator